# Elecciones regionales y municipales de Perú de 2010
Las elecciones regionales y municipales de Perú de 2010 (abreviatura: ERM 2010) se llevaron a cabo el domingo 3 de octubre de 2010 en todo el país, eligiendo autoridades para el período 2011-2014. Fueron convocadas por el presidente Alan García mediante Decreto Supremo N° 019-2010-PCM (30 de enero de 2010). Se sometieron a elección 25 presidencias regionales, 195 alcaldías provinciales y 1639 distritales.
Los movimientos regionales se alzaron nuevamente como los vencedores de esta elección. Obtuvieron el mayor número de gobiernos regionales, alcaldías provinciales y alcaldías distritales hasta ese momento. Los comicios permitieron observar la consolidación de varios liderazgos regionales, no obstante su debilidad en los espacios municipales provinciales (pese a que, en seis regiones, se impusieron en todas las provincias) e incapacidad de construir mayorías (en la mayoría de las regiones).
Los resultados regionales vieron el ascenso de Alianza para el Progreso, que consiguió dos gobiernos regionales y casi le arrebató la gobernación de La Libertad al Partido Aprista Peruano. El Partido Nacionalista Peruano, dentro de alianzas electorales con movimientos regionales, ganó las gobernaciones del Cusco y Arequipa. Acción Popular ganó un gobierno regional por primera vez en su historia. Somos Perú consiguió la gobernación de Huánuco.
Los resultados municipales fueron similares: el oficialista Partido Aprista Peruano perdió la mayor parte de las alcaldías provinciales que ostentaba, pero se mantuvo como el partido político con mayor número de alcaldías distritales. Alianza para el Progreso le superó en número de alcaldías provinciales. Fuerza 2011, representante del fujimorismo, también hizo su aparición en el escenario local. Fuerza Social triunfó en Lima, en lo que constituyó la primera victoria de un partido de izquierda en la capital desde 1983.
Durante estas elecciones regionales y municipales por primera vez se presentaron diferentes candidaturas abiertamente LGBT+: Manuel Forno Castro Pozo, como regidor al municipio de Miraflores, Carolina Ubillús Suárez, a la regiduría del municipio de Jesús María, y Alonso Ynga Zevallos, a la alcaldía del distrito de Jesús María. Ninguna candidatura resulta electa.

## Sistema electoral

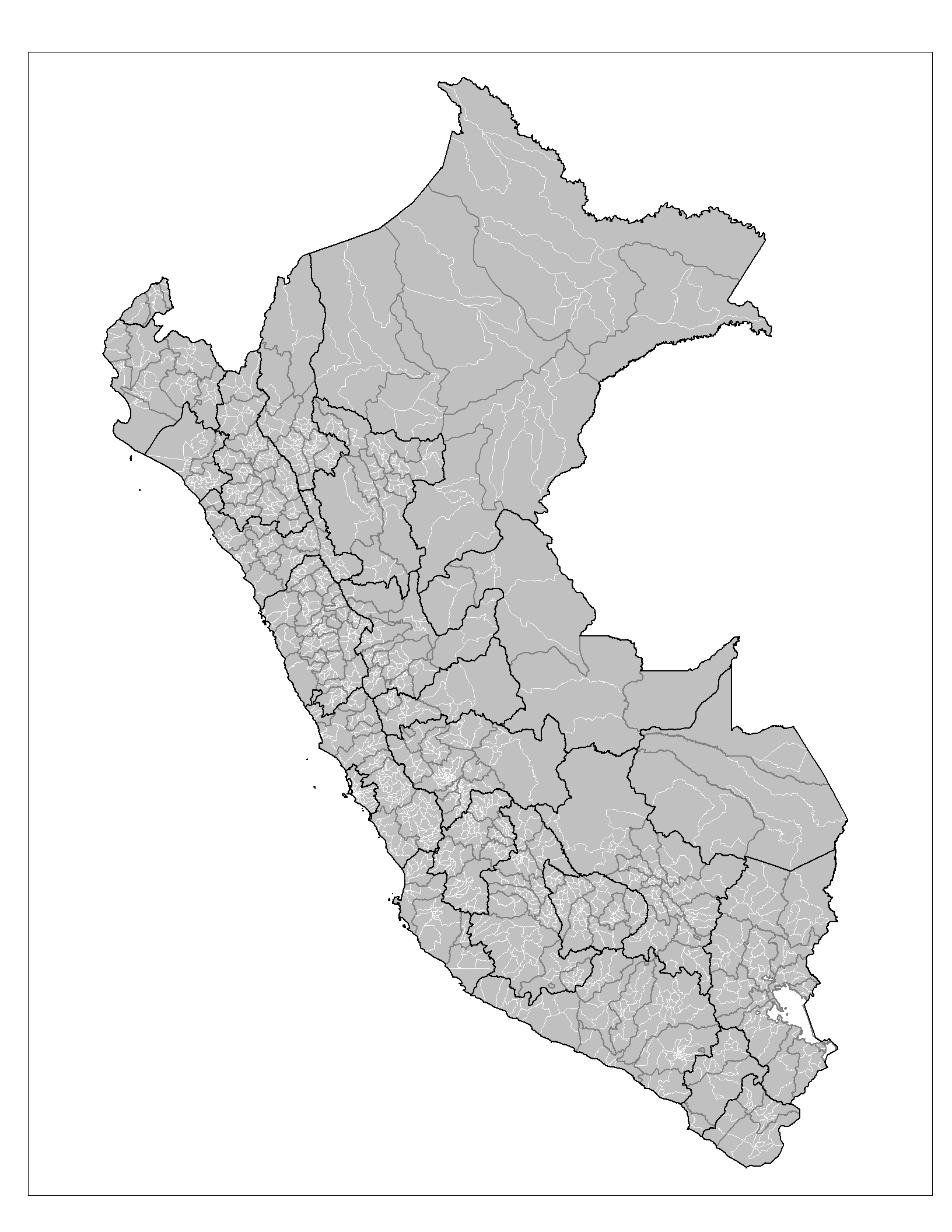
División administrativa del Perú (departamentos, provincias y distritos).

### Generalidades
La República del Perú se divide político‐administrativamente en 24 departamentos, 195 provincias y 1824 distritos. Su administración se encuentra a cargo de los presidentes regionales, los alcaldes provinciales y los alcaldes distritales, respectivamente. Estos cargos son sometidos a elección popular el primer domingo de octubre, cada cuatro años. El sistema electoral encargado de la organización del proceso está conformado por el Jurado Nacional de Elecciones (JNE), la Oficina Nacional de Procesos Electorales (ONPE) y el Registro Nacional de Identificación y Estado Civil (RENIEC). Los partidos políticos, los movimientos regionales y las listas independientes debidamente inscritos en el Registro de Organizaciones Políticas están habilitados para presentar candidatos.

### Elecciones regionales
Los gobiernos regionales constituyen el órgano administrativo y de gobierno de los departamentos del Perú y la Provincia Constitucional del Callao. Están compuestos por el presidente regional, el vicepresidente regional y el Consejo Regional.
La votación se realiza en base al sufragio universal, que comprende a todos los ciudadanos nacionales mayores de dieciocho años, empadronados y residentes en cada departamento y en pleno goce de sus derechos políticos.
El presidente y vicepresidente regional son elegidos por sufragio directo. Para que un candidato sea proclamado ganador debe obtener no menos de 30% de votos válidos. En caso ningún candidato logre ese porcentaje en la primera vuelta electoral, los dos candidatos más votados participan en una segunda vuelta o balotaje.
Los consejos regionales están compuestos por entre 7 y 25 consejeros elegidos por sufragio directo para un período de cuatro (4) años. La votación es por lista cerrada y bloqueada. Cada provincia de cada departamento constituye una circunscripción electoral. Se asigna a la lista ganadora los escaños según el método d'Hondt.

### Elecciones municipales
Las municipalidades provinciales y distritales constituyen el órgano administrativo y de gobierno de las provincias y los distritos del Perú. Están compuestas por el alcalde y el concejo municipal (provincial y distrital).
La votación se realiza en base al sufragio universal, que comprende a todos los ciudadanos nacionales mayores de dieciocho años, empadronados y residentes en la provincia o el distrito y en pleno goce de sus derechos políticos, así como a los ciudadanos no nacionales residentes y empadronados en la provincia o el distrito. No hay reelección inmediata de alcaldes.
Los concejos municipales están compuestos por entre 5 y 15 regidores (excepto el de la provincia de Lima, compuesto por 39 regidores) elegidos por sufragio directo para un período de cuatro (4) años, en forma conjunta con la elección del alcalde (quien preside el concejo). La votación es por lista cerrada y bloqueada. Se asigna a la lista ganadora los escaños según el método d'Hondt o la mitad más uno, lo que más le favorezca.

## Partidos y líderes
A continuación se muestra una lista de los principales partidos y alianzas electorales que participan en las elecciones:
| Candidatura | Candidatura | Partidos y alianzas                             | Líderes | Líderes                        | Ideología                                                             | Ref. |
| ----------- | ----------- | ----------------------------------------------- | ------- | ------------------------------ | --------------------------------------------------------------------- | ---- |
|             |             | Lista - Acción Popular (AP)                     |         | Javier Alva Orlandini          | Partido atrapalotodo                                                  |      |
|             |             | Lista - Adelante (Adelante)                     |         | Rafael Belaúnde Aubry          | Partido atrapalotodo                                                  |      |
|             |             | Lista - Alianza para el Progreso (APP)          |         | César Acuña Peralta            | Liberalismo económico Conservadurismo liberal                         |      |
|             |             | Lista - Cambio 90 (C90)                         |         | Andrés Reggiardo               | Fujimorismo Conservadurismo social                                    |      |
|             |             | Lista - Cambio Radical (CR)                     |         | José Barba Caballero           | Liberalismo económico Conservadurismo libertario Populismo de derecha |      |
|             |             | Lista - Despertar Nacional (DN)                 |         | Ricardo Noriega                | Partido atrapalotodo                                                  |      |
|             |             | Lista - Fonavistas del Perú (FDP)               |         | Andrés Alcántara               | Socialismo Nacionalismo de izquierda Ecologismo                       |      |
|             |             | Lista - Fuerza Nacional (FN)                    |         | Antonio Vidal Herrera          | Partido atrapalotodo                                                  |      |
|             |             | Lista - Fuerza Social (FS)                      |         | Susana Villarán                | Descentralismo Progresismo Socialdemocracia Liberalismo cultural      |      |
|             |             | Lista - Fuerza 2011 (F2011)                     |         | Keiko Fujimori                 | Fujimorismo Conservadurismo social Populismo de derecha               |      |
|             |             | Lista - Movimiento Nueva Izquierda (MNI)        |         | Alberto Moreno Rojas           | Socialismo Mariateguismo Internacionalismo                            |      |
|             |             | Lista - Participación Popular (PAPO)            |         | Fidel Ramírez Prado            | Partido atrapalotodo                                                  |      |
|             |             | Lista - Partido Aprista Peruano (APRA)          |         | Alan García Pérez              | Aprismo                                                               |      |
|             |             | Lista - Partido Humanista Peruano (PHP)         |         | Yehude Simon                   | Humanismo Socialismo Ecosocialismo                                    |      |
|             |             | Lista - Partido Nacionalista Peruano (PNP)      |         | Ollanta Humala                 | Nacionalismo Socialismo democrático                                   |      |
|             |             | Lista - Partido Popular Cristiano (PPC)         |         | Lourdes Flores Nano            | Democracia cristiana Conservadurismo social Liberalismo económico     |      |
|             |             | Lista - Perú Posible (PP)                       |         | Alejandro Toledo               | Socioliberalismo Democracia liberal Tercera vía                       |      |
|             |             | Lista - Restauración Nacional (RN)              |         | Humberto Lay                   | Liberalismo económico Humanismo cristiano Evangelismo                 |      |
|             |             | Lista - Sí Cumple (Sí Cumple)                   |         | Carlos César Zúñiga Morishigue | Fujimorismo Populismo de derecha                                      |      |
|             |             | Lista - Siempre Unidos (SU)                     |         | Felipe Castillo Alfaro         | Partido atrapalotodo Fujimorismo                                      |      |
|             |             | Lista - Somos Perú (SP)                         |         | Fernando Andrade               | Democracia cristiana Conservadurismo social                           |      |
|             |             | Lista - Unión por el Perú (UPP)                 |         | Eduardo Espinoza Ramos         | Liberalismo Progresismo Socialdemocracia                              |      |
|             |             | Lista - Todos por el Perú (TPP)                 |         | Aureo Zegarra Pinedo           | Liberalismo Humanismo Progresismo                                     |      |
|             | IND         | Lista - Movimientos regionales (Independientes) | -       | -                              | Regionalismo Localismo Municipalismo                                  |      |

## Elecciones regionales

### Sumario general

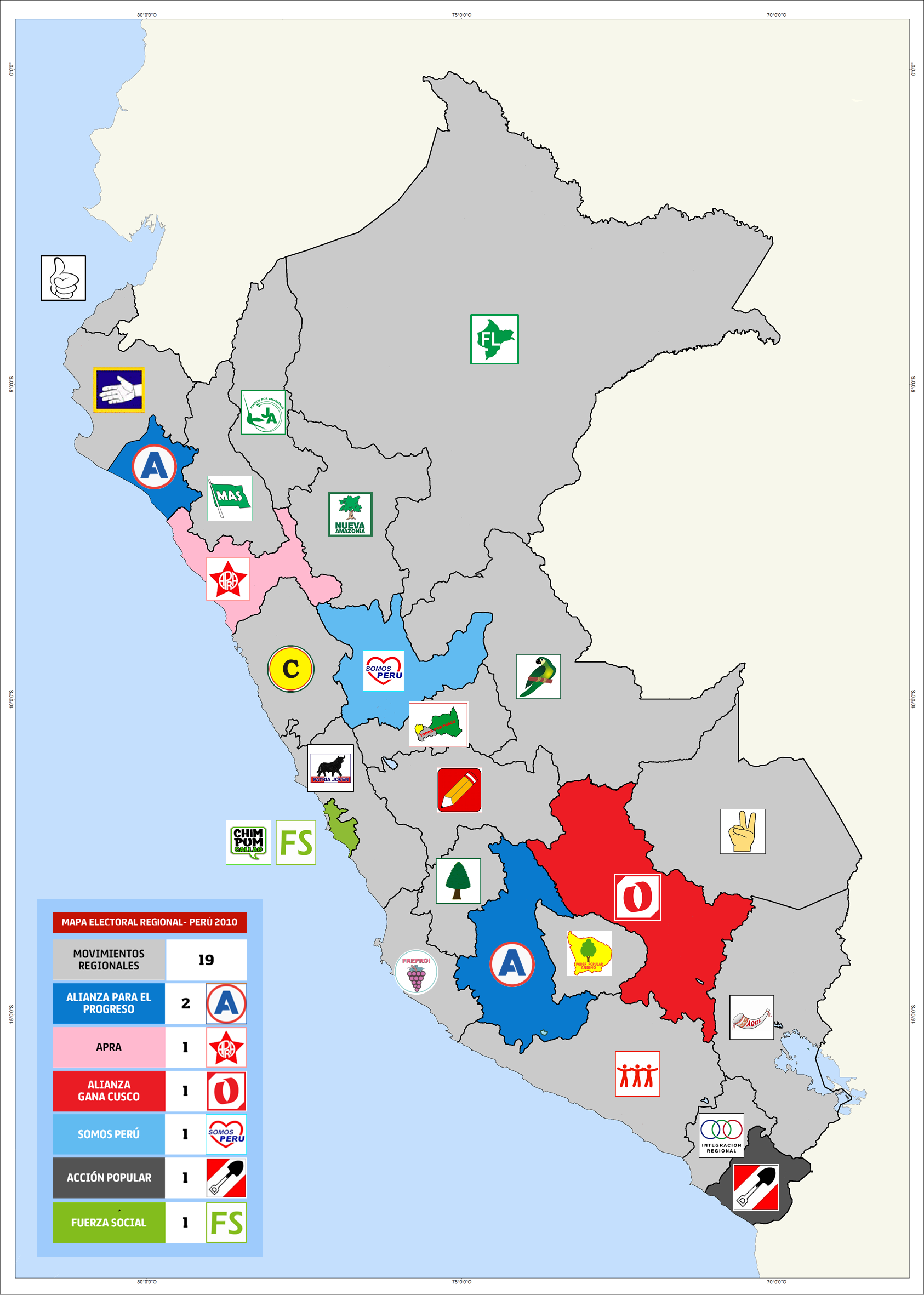
Resultados de las elecciones regionales de Perú de 2010.

Resultados de las elecciones municipales provinciales de Perú de 2010.

| Partidos y coaliciones | Partidos y coaliciones                             | Voto popular | Voto popular | Voto popular | Gobiernos | Gobiernos |
| Partidos y coaliciones | Partidos y coaliciones                             | Votos        | %            | +/−          | Total     | +/−       |
| --- | -------------------------------------------------- | ------------ | ------------ | ------------ | --------- | --------- |
| | Partido Aprista Peruano (APRA)                     | 906,349      | 10.48        | –7.99        | 1         | –1        |
| | Alianza para el Progreso (APP)1                    | 645,826      | 7.47         | +6.24        | 2         | +2        |
| | Partido Nacionalista Peruano y coaliciones (PNP–x) | 465,155      | 5.38         | –6.99        | 2         | +1        |
| Alianza por Arequipa (PNP–ATF–Concertación)2 | 203,302                                            | 2.35         | –0.95        | 1            | ±0        |           |
| Gran Alianza Nacionalista Cusco (PNP–MT)3 | 170,873                                            | 1.98         | +1.30        | 1            | +1        |           |
| Gran Alianza Nacionalista - Popular - Poder Democrático Regional (PNP– PDR)4 | 65,388                                             | 0.76         | –0.86        | 0            | ±0        |           |
| Frente Regional TUNA (PNP–FRA)5 | 16,311                                             | 0.19         | –0.43        | 0            | ±0        |           |
| Gran Alianza Nacionalista de Madre de Dios (PNP–Mineros Unidos)6 | 5,973                                              | 0.07         | –0.03        | 0            | ±0        |           |
| Partido Nacionalista Peruano (PNP)7 | 3,308                                              | 0.04         | –6.02        | 0            | ±0        |           |
| | Fuerza 2011 y coaliciones (F2011–x)                | 373,700      | 4.32         | Nuevo        | 0         | ±0        |
| Fuerza 2011 (F2011)8 | 331,344                                            | 3.83         | Nuevo        | 0            | ±0        |           |
| Alianza Cajamarca Siempre Verde - Fuerza 2011 (F2011–CSV) | 42,356                                             | 0.49         | Nuevo        | 0            | ±0        |           |
| | Perú Posible y coaliciones (PP–x)                  | 244,898      | 2.83         | +1.49        | 0         | ±0        |
| Perú Posible (PP)9 | 148,485                                            | 1.72         | +1.33        | 0            | ±0        |           |
| Súmate - Perú Posible (PP–Súmate)10 | 96,413                                             | 1.12         | +0.16        | 0            | ±0        |           |
| | Partido Popular Cristiano y coaliciones (PPC–x)    | 242,208      | 2.80         | n/a          | 1         | +1        |
| MAR Callao (PPC–MAR Callao)11 | 142,685                                            | 1.65         | –0.10        | 0            | ±0        |           |
| Partido Popular Cristiano (PPC)12 | 57,613                                             | 0.67         | n/a          | 0            | ±0        |           |
| Alianza Electoral Juntos por Amazonas (PPC–I6J–JxA) | 41,910                                             | 0.48         | n/a          | 1            | +1        |           |
| | Acción Popular (AP)                                | 237,334      | 2.75         | +0.75        | 1         | +1        |
| | Movimiento Nueva Izquierda y coaliciones (MNI–x)   | 182,121      | 2.11         | +0.75        | 1         | ±0        |
| Movimiento de Afirmación Social (MNI–MAS)13 | 159,660                                            | 1.85         | +0.80        | 1            | +1        |           |
| Movimiento Nueva Izquierda (MNI)14 | 22,461                                             | 0.26         | –0.05        | 0            | –1        |           |
| | Somos Perú (SP)                                    | 160,091      | 1.85         | +1.35        | 1         | +1        |
| | Partido Humanista Peruano (PHP)15                  | 110,980      | 1.28         | –1.25        | 0         | –1        |
| | Restauración Nacional (RN)                         | 108,440      | 1.25         | –1.84        | 0         | ±0        |
| | Unión por el Perú (UPP)                            | 80,821       | 0.93         | –4.59        | 0         | –1        |
| | Fonavistas del Perú (FDP)                          | 76,954       | 0.89         | Nuevo        | 0         | ±0        |
| | Cambio Radical (CR)                                | 48,299       | 0.56         | Nuevo        | 0         | ±0        |
| | Fuerza Social (FS)                                 | 13,203       | 0.15         | Nuevo        | 0         | ±0        |
| | Alianza Unidad Regional (PPC–PP)16                 | 10,271       | 0.12         | –0.11        | 0         | ±0        |
| | Fuerza Nacional (FN)                               | 10,147       | 0.12         | +0.07        | 0         | ±0        |
| | Alianza Perú Posible (PP–APP)17                    | 8,476        | 0.10         | +0.05        | 0         | ±0        |
| | Siempre Unidos (SU)                                | 4,364        | 0.05         | Nuevo        | 0         | ±0        |
| | Agrupación Independiente Sí Cumple (Sí Cumple)     | 2,942        | 0.03         | –2.24        | 0         | ±0        |
| | Participación Popular (PAPO)                       | 2,805        | 0.03         | Nuevo        | 0         | ±0        |
| | Todos por el Perú (TPP)18                          | 2,675        | 0.03         | –0.44        | 0         | ±0        |
| | Despertar Nacional (DN)                            | 2,786        | 0.03         | Nuevo        | 0         | ±0        |
| | Cambio 90 (C90)                                    | 2,402        | 0.03         | n/a          | 0         | ±0        |
| | Independientes                                     | 4,702,610    | 54.39        | n/a          | 16        | –1        |
| |                                                    |              |              |              |           |           |
| Total | Total                                              | 8,645,857    |              |              | 25        | ±0        |
| |                                                    |              |              |              |           |           |
| Votos válidos | Votos válidos                                      | 8,645,857    | 77.60        | –9.21        |           |           |
| Votos en blanco | Votos en blanco                                    | 1,432,004    | 12.85        | +7.92        |           |           |
| Votos nulos | Votos nulos                                        | 1,063,658    | 9.55         | +1.29        |           |           |
| Votos emitidos | Votos emitidos                                     | 11,141,519   | 85.86        | –1.27        |           |           |
| Abstenciones | Abstenciones                                       | 1,834,631    | 14.14        | +1.27        |           |           |
| Votantes registrados | Votantes registrados                               | 12,976,150   |              |              |           |           |
| |                                                    |              |              |              |           |           |
| Fuente: |                                                    |              |              |              |           |           |
| Notas al pie: 1 No incluye resultados en Pasco. 2 Comparado con los resultados de Partido Nacionalista Peruano (PNP) y Arequipa Tradición y Futuro (ATF) en Arequipa en las elecciones de 2006. 3 Comparado con los resultados de Partido Nacionalista Peruano (PNP) en Cusco en las elecciones de 2006. 4 Comparado con los resultados de Partido Nacionalista Peruano (PNP) y Poder Democrático Regional (PDR) en Puno en las elecciones de 2006. 5 Comparado con los resultados de Partido Nacionalista Peruano (PNP) y Frente Regional Ayacucho (FRA) en Ayacucho en las elecciones de 2006. 6 Comparado con los resultados de Partido Nacionalista Peruano (PNP) y Movimiento Regional de Madre de Dios Mineros Unidos (Mineros) en Madre de Dios en las elecciones de 2006. 7 No incluye resultados en Ayacucho, Arequipa, Cusco, Madre de Dios y Puno. 8 No incluye resultados en Cajamarca. 9 No incluye resultados en Ica y La Libertad. 10 Comparado con los resultados de Perú Posible (PP) en La Libertad en las elecciones de 2006. 11 Comparado con los resultados de Movimiento Amplio Regional Callao (MAR Callao) en Callao en las elecciones de 2006. 12 No incluye resultados en Amazonas, Callao e Ica. 13 Comparado con los resultados de Movimiento Nueva Izquierda (MNI) en Cajamarca en las elecciones de 2006. 14 No incluye resultados en Cajamarca. 15 Comparado con los resultados de Movimiento Nueva Izquierda (MNI) en Cusco en las elecciones de 2006. 16 Comparado con los resultados de Perú Posible (PP) en Ica en las elecciones de 2006. 17 Comparado con los resultados de Alianza para el Progreso (APP) en Pasco en las elecciones de 2006. 18 Comparado con los resultados de Coordinadora Nacional de Independientes (CNI) en las elecciones de 2006. |                                                    |              |              |              |           |           |
| Notas al pie: |                                                    |              |              |              |           |           |
| 1 No incluye resultados en Pasco. 2 Comparado con los resultados de Partido Nacionalista Peruano (PNP) y Arequipa Tradición y Futuro (ATF) en Arequipa en las elecciones de 2006. 3 Comparado con los resultados de Partido Nacionalista Peruano (PNP) en Cusco en las elecciones de 2006. 4 Comparado con los resultados de Partido Nacionalista Peruano (PNP) y Poder Democrático Regional (PDR) en Puno en las elecciones de 2006. 5 Comparado con los resultados de Partido Nacionalista Peruano (PNP) y Frente Regional Ayacucho (FRA) en Ayacucho en las elecciones de 2006. 6 Comparado con los resultados de Partido Nacionalista Peruano (PNP) y Movimiento Regional de Madre de Dios Mineros Unidos (Mineros) en Madre de Dios en las elecciones de 2006. 7 No incluye resultados en Ayacucho, Arequipa, Cusco, Madre de Dios y Puno. 8 No incluye resultados en Cajamarca. 9 No incluye resultados en Ica y La Libertad. 10 Comparado con los resultados de Perú Posible (PP) en La Libertad en las elecciones de 2006. 11 Comparado con los resultados de Movimiento Amplio Regional Callao (MAR Callao) en Callao en las elecciones de 2006. 12 No incluye resultados en Amazonas, Callao e Ica. 13 Comparado con los resultados de Movimiento Nueva Izquierda (MNI) en Cajamarca en las elecciones de 2006. 14 No incluye resultados en Cajamarca. 15 Comparado con los resultados de Movimiento Nueva Izquierda (MNI) en Cusco en las elecciones de 2006. 16 Comparado con los resultados de Perú Posible (PP) en Ica en las elecciones de 2006. 17 Comparado con los resultados de Alianza para el Progreso (APP) en Pasco en las elecciones de 2006. 18 Comparado con los resultados de Coordinadora Nacional de Independientes (CNI) en las elecciones de 2006.               |                                                    |              |              |              |           |           |

### Resultados por departamento
La siguiente tabla enumera el control partidario en los departamentos del Perú. El cambio de mando de una organización política se resalta del color de ese partido. 
| Departamento  | Presidente(a) titular          | Partido político | Partido político                     | Presidente(a) electo(a)      | Partido político | Partido político                          |
| ------------- | ------------------------------ | ---------------- | ------------------------------------ | ---------------------------- | ---------------- | ----------------------------------------- |
| Amazonas      | Óscar Altamirano Quispe        |                  | Fuerza Democrática                   | José Arista Arbildo          |                  | Partido Popular - Juntos por Amazonas     |
| Áncash        | César Álvarez Aguilar          |                  | Cuenta Conmigo                       | César Álvarez Aguilar        |                  | Cuenta Conmigo                            |
| Apurímac      | David Salazar Morote           |                  | Llapanchik                           | Elías Segovia Ruiz           |                  | Poder Popular Andino                      |
| Arequipa      | Juan Guillén Benavides         |                  | Arequipa, Tradición y Futuro         | Juan Guillén Benavides       |                  | Partido Nacionalista - Tradición y Futuro |
| Ayacucho      | Isaac Molina Chávez            |                  | Innovación Regional                  | Wilfredo Oscorima Núñez      |                  | Alianza para el Progreso                  |
| Cajamarca     | Jesús Coronel Salirrosas       |                  | Fuerza Social Cajamarca              | Gregorio Santos Guerrero     |                  | Movimiento Nueva Izquierda - MAS          |
| Callao        | Alexander Kouri Bumachar       |                  | Chim Pum Callao                      | Félix Moreno Caballero       |                  | Chim Pum Callao                           |
| Cusco         | Hugo Gonzales Sayán            |                  | Unión por el Perú                    | Jorge Acurio Tito            |                  | Partido Nacionalista - Tawantinsuyo       |
| Huancavelica  | Federico Salas-Guevara Schultz |                  | Proyecto Integracionista             | Maciste Díaz Abad            |                  | Trabajando para Todos                     |
| Huánuco       | Jorge Espinoza Egoávil         |                  | Frente Amplio Regional               | Luis Picón Quedo             |                  | Somos Perú                                |
| Ica           | Rómulo Triveño Pinto           |                  | Partido Regional de Integración      | Alonso Navarro Cabanillas    |                  | Frente Progresista Iqueño                 |
| Junín         | Vladimiro Huaroc Portocarrero  |                  | Convergencia Regional Descentralista | Vladimir Cerrón Rojas        |                  | Movimiento Político Regional Perú Libre   |
| La Libertad   | José Murgia Zannier            |                  | Partido Aprista Peruano              | José Murgia Zannier          |                  | Partido Aprista Peruano                   |
| Lambayeque    | Luis Becerra Arribasplata      |                  | Movimiento Humanista Peruano         | Humberto Acuña Peralta       |                  | Alianza para el Progreso                  |
| Lima          | Nelson Chui Mejía              |                  | Concertación para el Desarrollo      | Javier Gonzáles del Valle    |                  | Patria Joven                              |
| Loreto        | Yván Vásquez Valera            |                  | Fuerza Loretana                      | Yván Vásquez Valera          |                  | Fuerza Loretana                           |
| Madre de Dios | Santos Kaway Komori            |                  | Obras Siempre Obras                  | José Aguirre Pastor          |                  | Bloque Popular Madre de Dios              |
| Moquegua      | Jaime Rodríguez Villanueva     |                  | Nuestro Ilo-Moquegua                 | Martín Vizcarra Cornejo      |                  | Integración Regional Por Ti               |
| Pasco         | Félix Rivera Serrano           |                  | Movimiento Nueva Izquierda           | Kléver Meléndez Gamarra      |                  | Todos por Pasco                           |
| Piura         | César Trelles Lara             |                  | Partido Aprista Peruano              | Javier Atkins Lerggios       |                  | Unidos Construyendo                       |
| Puno          | Hernán Fuentes Guzmán          |                  | Avanza País                          | Mauricio Rodríguez Rodríguez |                  | Proyecto Político AQUÍ                    |
| San Martín    | César Villanueva Arévalo       |                  | Nueva Amazonía                       | César Villanueva Arévalo     |                  | Nueva Amazonía                            |
| Tacna         | Hugo Ordóñez Salazar           |                  | Alianza por Tacna                    | Tito Chocano Olivera         |                  | Acción Popular                            |
| Tumbes        | Wilmer Dios Benites            |                  | FAENA                                | Gerardo Viñas Dioses         |                  | Luchemos por Tumbes                       |
| Ucayali       | Jorge Velásquez Portocarrero   |                  | Integrando Ucayali                   | Jorge Velásquez Portocarrero |                  | Integrando Ucayali                        |

## Elecciones municipales provinciales

### Sumario general
| Partidos y coaliciones | Partidos y coaliciones                             | Voto popular | Voto popular | Voto popular | Alcaldías | Alcaldías |
| Partidos y coaliciones | Partidos y coaliciones                             | Votos        | %            | +/−          | Total     | +/−       |
| --- | -------------------------------------------------- | ------------ | ------------ | ------------ | --------- | --------- |
| | Partido Popular Cristiano y coaliciones (PPC–x)    | 1,954,870    | 14.36        | n/a          | 2         | –5        |
| Partido Popular Cristiano (PPC)1 | 1,812,099                                          | 13.31        | n/a          | 0            | –6        |           |
| MAR Callao (PPC–MAR Callao)2 | 110,381                                            | 0.81         | +0.14        | 0            | ±0        |           |
| Alianza Electoral Juntos por Amazonas (PPC–I6J–JxA)3 | 32,390                                             | 0.24         | +0.20        | 2            | +1        |           |
| | Fuerza Social (FS)                                 | 1,760,161    | 12.93        | Nuevo        | 1         | +1        |
| | Partido Aprista Peruano (APRA)                     | 783,581      | 5.75         | –8.10        | 9         | –8        |
| | Alianza para el Progreso (APP)4                    | 758,153      | 5.57         | +1.92        | 14        | +6        |
| | Restauración Nacional (RN)                         | 590,880      | 4.34         | –2.99        | 6         | ±0        |
| | Acción Popular (AP)                                | 422,973      | 3.11         | –0.51        | 7         | –2        |
| | Somos Perú (SP)                                    | 417,568      | 3.07         | –1.95        | 8         | +1        |
| | Fuerza 2011 y coaliciones (F2011–x)                | 361,047      | 2.65         | Nuevo        | 7         | +7        |
| Fuerza 2011 (F2011)5 | 327,287                                            | 2.40         | Nuevo        | 5            | +5        |           |
| Alianza Cajamarca Siempre Verde - Fuerza 2011 (F2011–CSV) | 33,760                                             | 0.25         | Nuevo        | 2            | +2        |           |
| | Perú Posible y coaliciones (PP–x)                  | 288,548      | 2.12         | +1.96        | 7         | +5        |
| Perú Posible (PP)6 | 205,427                                            | 1.51         | +1.36        | 4            | +2        |           |
| Súmate - Perú Posible (PP–Súmate)7 | 83,121                                             | 0.61         | +0.60        | 3            | +3        |           |
| | Partido Nacionalista Peruano y coaliciones (PNP–x) | 231,916      | 1.70         | –5.39        | 2         | –10       |
| Gran Alianza Nacionalista Cusco (PNP–MT)8 | 70,592                                             | 0.52         | +0.26        | 2            | +2        |           |
| Gran Alianza Nacionalista - Popular - Poder Democrático Regional (PNP– PDR)9 | 62,655                                             | 0.46         | –0.13        | 0            | –3        |           |
| Alianza por Arequipa (PNP–ATF–Concertación)10 | 46,039                                             | 0.34         | –1.50        | 0            | –3        |           |
| Frente Regional TUNA (PNP–FRA)11 | 25,058                                             | 0.18         | –0.17        | 0            | –1        |           |
| Partido Nacionalista Peruano (PNP)12 | 22,084                                             | 0.16         | –3.84        | 0            | –5        |           |
| Gran Alianza Nacionalista de Madre de Dios (PNP–Mineros Unidos)13 | 5,488                                              | 0.04         | –0.01        | 0            | ±0        |           |
| | Siempre Unidos (SU)                                | 206,851      | 1.52         | +1.21        | 2         | ±0        |
| | Cambio Radical (CR)                                | 170,278      | 1.25         | Nuevo        | 0         | ±0        |
| | Fonavistas del Perú (FDP)                          | 142,356      | 1.05         | Nuevo        | 0         | ±0        |
| | Movimiento Nueva Izquierda y coaliciones (MNI–x)   | 106,019      | 0.78         | +0.47        | 2         | –4        |
| Movimiento de Afirmación Social (MNI–MAS)14 | 60,553                                             | 0.44         | +0.38        | 1            | +1        |           |
| Movimiento Nueva Izquierda (MNI)15 | 33,804                                             | 0.25         | +0.11        | 1            | –5        |           |
| Acuerdo Regional de Integración (MNI–ARI)16 | 11,662                                             | 0.09         | –0.02        | 0            | ±0        |           |
| | Partido Humanista Peruano (PHP)17                  | 102,153      | 0.75         | +0.67        | 2         | +2        |
| | Unión por el Perú (UPP)                            | 90,507       | 0.66         | –4.67        | 2         | –12       |
| | Fuerza Nacional (FN)                               | 14,997       | 0.11         | +0.07        | 0         | ±0        |
| | Alianza Unidad Regional (PPC–PP)18                 | 13,353       | 0.10         | –0.05        | 0         | ±0        |
| | Cambio 90 (C90)                                    | 9,346        | 0.07         | n/a          | 0         | ±0        |
| | Despertar Nacional (DN)                            | 8,706        | 0.06         | Nuevo        | 1         | +1        |
| | Participación Popular (PAPO)                       | 7,091        | 0.05         | Nuevo        | 0         | ±0        |
| | Alianza Perú Posible (PP–APP)19                    | 3,110        | 0.02         | +0.01        | 0         | ±0        |
| | Agrupación Independiente Sí Cumple (Sí Cumple)     | 1,867        | 0.01         | –2.56        | 0         | –1        |
| | Todos por el Perú (TPP)20                          | 665          | 0.00         | –0.50        | 0         | –1        |
| | Independientes                                     | 5,169,376    | 37.96        | n/a          | 123       | +30       |
| |                                                    |              |              |              |           |           |
| Total | Total                                              | 13,616,372   |              |              | 195       | ±0        |
| |                                                    |              |              |              |           |           |
| Votos válidos | Votos válidos                                      | 13,616,372   | 83.82        | –1.61        |           |           |
| Votos en blanco | Votos en blanco                                    | 1,238,553    | 7.62         | +0.61        |           |           |
| Votos nulos | Votos nulos                                        | 1,388,916    | 8.55         | +0.99        |           |           |
| Votos emitidos | Votos emitidos                                     | 16,243,841   | 86.04        | –1.37        |           |           |
| Abstenciones | Abstenciones                                       | 2,634,496    | 13.96        | +1.37        |           |           |
| Votantes registrados | Votantes registrados                               | 18,878,337   |              |              |           |           |
| |                                                    |              |              |              |           |           |
| Fuente: |                                                    |              |              |              |           |           |
| Notas al pie: 1 No incluye resultados en Amazonas, Callao e Ica. 2 Comparado con los resultados de Movimiento Amplio Regional Callao (MAR Callao) en Callao en las elecciones de 2006. 3 Comparado con los resultados de Integración 6 de Junio (I6J) en Amazonas en las elecciones de 2006. 4 No incluye resultados en Pasco. 5 No incluye resultados en Cajamarca. 6 No incluye resultados en Ica y La Libertad. 7 Comparado con los resultados de Perú Posible (PP) en La Libertad en las elecciones de 2006. 8 Comparado con los resultados de Partido Nacionalista Peruano (PNP) en Cusco en las elecciones de 2006. 9 Comparado con los resultados de Partido Nacionalista Peruano (PNP) y Poder Democrático Regional (PDR) en Puno en las elecciones de 2006. 10 Comparado con los resultados de Partido Nacionalista Peruano (PNP), Arequipa Tradición y Futuro (ATF) y Concertación en Pro de una Misión Sostenible (Concertación) en Arequipa en las elecciones de 2006. 11 Comparado con los resultados de Partido Nacionalista Peruano (PNP) y Frente Regional Ayacucho (FRA) en Ayacucho en las elecciones de 2006. 12 No incluye resultados en Ayacucho, Arequipa, Cusco, Madre de Dios y Puno. 13 Comparado con los resultados de Partido Nacionalista Peruano (PNP) y Movimiento Regional de Madre de Dios Mineros Unidos (Mineros) en Madre de Dios en las elecciones de 2006. 14 Comparado con los resultados de Movimiento Nueva Izquierda (MNI) en Cajamarca en las elecciones de 2006. 15 No incluye resultados en Cajamarca y Cusco. 16 Comparado con los resultados de Movimiento Nueva Izquierda (MNI) en Cusco en las elecciones de 2006. 16 Comparado con los resultados de Movimiento Humanista Peruano (MHP) en las elecciones de 2006. 18 Comparado con los resultados de Perú Posible (PP) en Ica en las elecciones de 2006. 19 Comparado con los resultados de Alianza para el Progreso (APP) en Pasco en las elecciones de 2006. 20 Comparado con los resultados de Coordinadora Nacional de Independientes (CNI) en las elecciones de 2006. |                                                    |              |              |              |           |           |
| Notas al pie: |                                                    |              |              |              |           |           |
| 1 No incluye resultados en Amazonas, Callao e Ica. 2 Comparado con los resultados de Movimiento Amplio Regional Callao (MAR Callao) en Callao en las elecciones de 2006. 3 Comparado con los resultados de Integración 6 de Junio (I6J) en Amazonas en las elecciones de 2006. 4 No incluye resultados en Pasco. 5 No incluye resultados en Cajamarca. 6 No incluye resultados en Ica y La Libertad. 7 Comparado con los resultados de Perú Posible (PP) en La Libertad en las elecciones de 2006. 8 Comparado con los resultados de Partido Nacionalista Peruano (PNP) en Cusco en las elecciones de 2006. 9 Comparado con los resultados de Partido Nacionalista Peruano (PNP) y Poder Democrático Regional (PDR) en Puno en las elecciones de 2006. 10 Comparado con los resultados de Partido Nacionalista Peruano (PNP), Arequipa Tradición y Futuro (ATF) y Concertación en Pro de una Misión Sostenible (Concertación) en Arequipa en las elecciones de 2006. 11 Comparado con los resultados de Partido Nacionalista Peruano (PNP) y Frente Regional Ayacucho (FRA) en Ayacucho en las elecciones de 2006. 12 No incluye resultados en Ayacucho, Arequipa, Cusco, Madre de Dios y Puno. 13 Comparado con los resultados de Partido Nacionalista Peruano (PNP) y Movimiento Regional de Madre de Dios Mineros Unidos (Mineros) en Madre de Dios en las elecciones de 2006. 14 Comparado con los resultados de Movimiento Nueva Izquierda (MNI) en Cajamarca en las elecciones de 2006. 15 No incluye resultados en Cajamarca y Cusco. 16 Comparado con los resultados de Movimiento Nueva Izquierda (MNI) en Cusco en las elecciones de 2006. 16 Comparado con los resultados de Movimiento Humanista Peruano (MHP) en las elecciones de 2006. 18 Comparado con los resultados de Perú Posible (PP) en Ica en las elecciones de 2006. 19 Comparado con los resultados de Alianza para el Progreso (APP) en Pasco en las elecciones de 2006. 20 Comparado con los resultados de Coordinadora Nacional de Independientes (CNI) en las elecciones de 2006.               |                                                    |              |              |              |           |           |

### Resultados por provincia
La siguiente tabla enumera el control partidario de las provincias donde se ubican las capitales así como las más pobladas de cada departamento, además de aquellas con una población por encima o alrededor de 68 000. El cambio de mando de una organización política se resalta del color de ese partido.
| Provincia               | Población | Alcalde(sa) titular         | Partido político | Partido político                 | Alcalde(sa) electo(a)               | Partido político | Partido político                  |
| ----------------------- | --------- | --------------------------- | ---------------- | -------------------------------- | ----------------------------------- | ---------------- | --------------------------------- |
| Lima                    | 8 219 116 | Luis Castañeda Lossio       |                  | Unidad Nacional                  | Susana Villarán de La Puente        |                  | Fuerza Social                     |
| Callao                  | 941 268   | Félix Moreno Caballero      |                  | Chim Pum Callao                  | Juan Sotomayor García               |                  | Chim Pum Callao                   |
| Arequipa                | 915 074   | Simón Balbuena Marroquín    |                  | Partido Nacionalista Peruano     | Alfredo Zegarra Tejada              |                  | Arequipa Renace                   |
| Trujillo                | 885 453   | César Acuña Peralta         |                  | Alianza para el Progreso         | César Acuña Peralta                 |                  | Alianza para el Progreso          |
| Chiclayo                | 821 711   | Roberto Torres Gonzales     |                  | Todos por Lambayeque             | Roberto Torres Gonzales             |                  | Manos Limpias                     |
| Piura                   | 714 078   | José Aguilar Santisteban    |                  | Obras + Obras                    | Ruby Rodríguez de Aguilar           |                  | Obras + Obras                     |
| Maynas                  | 539 901   | Salomón Abensur Díaz        |                  | Vamos Loreto                     | Charles Zevallos Eyzaguirre         |                  | Integración Loretana              |
| Huancayo                | 492 568   | Freddy Arana Velarde        |                  | Junín Sostenible con su Gente    | Dimas Aliaga Castro                 |                  | Alianza Regional Junín Sostenible |
| Santa                   | 419 639   | Guzmán Aguirre Altamirano   |                  | Río Santa Caudaloso              | Luis Arroyo Rojas                   |                  | Cuenta Conmigo                    |
| Cusco                   | 412 495   | Luis Florez García          |                  | Unión por el Perú                | Luis Florez García                  |                  | Patria Arriba Perú Adelante       |
| Coronel Portillo        | 357 439   | Luis Valdez Villacorta      |                  | Movimiento Agrario Popular       | Víctor Yamashiro Shimabukuro        |                  | Esfuerzo Unidos                   |
| Cajamarca               | 355 287   | Marco La Torre Sánchez      |                  | Unión por el Perú                | Ramiro Bardales Vigo                |                  | Restauración Nacional             |
| Ica                     | 339 782   | Mariano Nacimiento Quispe   |                  | Partido Regional de Integración  | Mariano Nacimiento Quispe           |                  | Partido Regional de Integración   |
| Sullana                 | 304 153   | Jaime Bardales Ruiz         |                  | Esperanza Popular                | Jorge Camino Calle                  |                  | Unidos Construyendo               |
| Huánuco                 | 295 009   | Jesús Giles Alipázaga       |                  | Somos Perú                       | Jesús Giles Alipázaga               |                  | Somos Perú                        |
| Tacna                   | 293 181   | Luis Torres Robledo         |                  | Tacna Unida                      | Fidel Carita Monroy                 |                  | Tacna en Acción                   |
| Lambayeque              | 282 330   | Percy Ramos Puelles         |                  | Partido Aprista Peruano          | Percy Ramos Puelles                 |                  | Partido Aprista Peruano           |
| San Román               | 265 191   | David Mamani Paricahua      |                  | Siempre Unidos                   | David Mamani Paricahua              |                  | Siempre Unidos                    |
| Huamanga                | 251 397   | Germán Martinelli Chuchón   |                  | Innovación Regional              | Pánfilo Huancahuari Tueros          |                  | Todos con Ayacucho                |
| Puno                    | 242 164   | Luis Butrón Castillo        |                  | Restauración Nacional            | Luis Butrón Castillo                |                  | Frente Amplio para el Desarrollo  |
| Satipo                  | 225 889   | César Merea Tello           |                  | Fuerza Constructora              | César Merea Tello                   |                  | Fuerza 2011                       |
| Cañete                  | 216 344   | Javier Alvarado Gonzáles    |                  | Patria Joven                     | María Montoya Conde                 |                  | Patria Joven                      |
| Huaura                  | 209 423   | Pedro Zurita Paz            |                  | Concertación para el Desarrollo  | Santiago Cano La Rosa               |                  | Alianza para el Progreso          |
| Chincha                 | 204 933   | José Navarro Grau           |                  | Partido Regional de Integración  | Lucio Juárez Ochoa                  |                  | Alianza Regional Independiente    |
| Jaén                    | 197 488   | Jaime Vilchez Oblitas       |                  | Acción Popular                   | Gilmer Fernández Rojas              |                  | Frente Regional de Cajamarca      |
| Chanchamayo             | 185 833   | Liv Haug Landmo             |                  | Fuerza Constructora              | Hung Won Jung                       |                  | Fuerza 2011                       |
| La Convención           | 179 095   | Hernán de la Torre Dueñas   |                  | Unión por el Perú                | Fedia Castro Melgarejo de Gutiérrez |                  | Somos Perú                        |
| Huaral                  | 177 259   | Jaime Uribe Ochoa           |                  | Alianza para el Progreso         | Jaime Uribe Ochoa                   |                  | Concertación para el Desarrollo   |
| San Martín              | 173 556   | Sandro Rivero Uzátegui      |                  | Nueva Amazonía                   | Walter Grundel Jiménez              |                  | Alianza para el Progreso          |
| Chota                   | 169 288   | Lorenzo Rubio Castro        |                  | Fuerza Democrática               | Jeiner Julón Díaz                   |                  | Tierra y Libertad                 |
| Morropón                | 161 774   | Fermín Farías Zapata        |                  | Somos Perú                       | José Montenegro Castillo            |                  | Unidad Regional                   |
| Andahuaylas             | 160 601   | Víctor Molina Quintana      |                  | Frente Popular Llapanchik        | Óscar Rojas Palomino                |                  | Movimiento Popular Kallpa         |
| Huaraz                  | 157 267   | Gelacio Mautino Ángeles     |                  | Acción Nacionalista Peruano      | Vladimir Meza Villarreal            |                  | Nueva Esperanza Regional          |
| Tumbes                  | 155 914   | Pío Cuenca Sulca            |                  | Somos Perú                       | Isabel Jiménez Gonzales             |                  | Restauración Nacional             |
| Pasco                   | 155 358   | Tito Valle Ramírez          |                  | Somos Perú                       | Jhoni Ventura Rivadeneira           |                  | Somos Perú                        |
| Huancavelica            | 150 443   | Pedro Palomino Pastrana     |                  | Proyecto Integracionista         | Leoncio Huayllani Taype             |                  | Movimiento Regional AYNI          |
| Sánchez Carrión         | 146 461   | Carlos Loyola Márquez       |                  | Fuerza Sánchez Carrión           | Luis Rebaza Chávez                  |                  | Perú Posible - Súmate             |
| Cutervo                 | 145 397   | Wilson Delgado Olivera      |                  | Fuerza Social                    | Raúl Pinedo Vásquez                 |                  | Fuerza 2011 - Cajamarca Siempre   |
| San Ignacio             | 143 267   | Carlos Martínez Solano      |                  | Fuerza Campesina                 | Carlos Martínez Solano              |                  | Fuerza Campesina                  |
| Ayabaca                 | 142 222   | Humberto Marchena Villegas  |                  | Alternativa Campesina            | Humberto Marchena Villegas          |                  | Unidad Popular Regional           |
| Barranca                | 141 276   | Romel Ullilen Vega          |                  | Partido Socialista               | Romel Ullilen Vega                  |                  | Concertación para el Desarrollo   |
| Azángaro                | 140 558   | Rubén Pachari Inofuente     |                  | Restauración Nacional            | Efraín Murillo Quispe               |                  | Reforma Regional Andina           |
| Chucuito                | 137 838   | Marco Pacco Colque          |                  | Renacimiento Andino              | Juan Aguilar Olivera                |                  | Acción Popular                    |
| Talara                  | 133 339   | José Vitonera Infante       |                  | Partido Aprista Peruano          | Rogelio Trelles Saavedra            |                  | Unidos Construyendo               |
| Pisco                   | 131 019   | Juan Mendoza Uribe          |                  | Arriba Pisco                     | Jesús Echegaray Nieto               |                  | Fuerza Regional Progresista       |
| Moyobamba               | 128 776   | Telésforo Ramos Huancas     |                  | Acción Regional                  | Víctor del Castillo Reátegui        |                  | Partido Aprista Peruano           |
| Huancabamba             | 127 810   | Valentín Quevedo Peralta    |                  | Frente Amplio Campesino          | Wilson Ibañez Ibañez                |                  | AGRO SÍ                           |
| Leoncio Prado           | 127 426   | Juan Picón Quedo            |                  | Movimiento Nueva Izquierda - PS  | Pascual Guzmán Alfaro               |                  | Hechos y No Palabras              |
| Ascope                  | 121 134   | Mario Velarde Carrión       |                  | Partido Aprista Peruano          | José Castillo Pérez                 |                  | Partido Aprista Peruano           |
| Utcubamba               | 118 577   | Segundo Hernández Vásquez   |                  | Unidos al Campo                  | Milecio Vallejos Bravo              |                  | Surge Amazonas                    |
| Paita                   | 118 059   | Alejandro Torres Vega       |                  | Acción Popular                   | Porfirio Meca Andrade               |                  | Fuerza Provincial Paiteña         |
| Rioja                   | 115 073   | Lorenzo Pariacuri Tantarico |                  | Nueva Amazonía                   | Mercedes Torres Chávez              |                  | Nueva Amazonía                    |
| Alto Amazonas           | 114 853   | Héctor Hidalgo Rojas        |                  | Fuerza Loretana                  | Juan Mesía Camus                    |                  | Mi Loreto                         |
| Tarma                   | 113 924   | Luis Morales Nieva          |                  | Convergencia Regional            | Luis Morales Nieva                  |                  | Convergencia Regional             |
| Tayacaja                | 107 572   | Jesús Monge Abad            |                  | Trabajando para Todos            | Carlos Común Gavilán                |                  | Trabajando para Todos             |
| Abancay                 | 105 226   | José Campos Céspedes        |                  | Todos Unidos por Abancay         | Noé Villavicencio Ampuero           |                  | Poder Popular Andino              |
| Ferreñafe               | 103 548   | William Cabrejos Requejo    |                  | Acción Popular                   | Alejandro Muro Távara               |                  | Alianza para el Progreso          |
| Canchis                 | 103 141   | Mario Velásquez Roque       |                  | Unión por el Perú                | Ricardo Cornejo Sánchez             |                  | Movimiento Regional PAN           |
| Pacasmayo               | 100 518   | Wilfredo Rodríguez Rázuri   |                  | Partido Nacionalista Peruano     | Frederihs Buchelli Torres           |                  | Partido Aprista Peruano           |
| Huanta                  | 98 707    | Edwin Bustíos Saavedra      |                  | Qatun Tarpuy                     | Carlos Rúa Carbajal                 |                  | Musuq Ñan                         |
| Hualgayoc               | 98 275    | Esteban Campos Benavides    |                  | Fuerza Social                    | Hernán Vásquez Saavedra             |                  | Perú Posible                      |
| Celendín                | 95 077    | Juan Tello Villanueva       |                  | Fuerza Social                    | Mauro Arteaga García                |                  | Movimiento de Afirmación Social   |
| Otuzco                  | 92 487    | Diómedes Veneros Ortecho    |                  | Juntos por La Libertad           | Heli Verde Rodríguez                |                  | Partido Humanista Peruano         |
| Jauja                   | 91 645    | Alejandro Barrera Arias     |                  | Alianza para el Progreso         | Sabino Mayor Morales                |                  | Acción Popular                    |
| Virú                    | 91 640    | Roger Cruz Alarcón          |                  | Partido Aprista Peruano          | José Urcia Cruz                     |                  | Perú Posible - Súmate             |
| Quispicanchi            | 88 488    | Domingo Huittoccollo Curasi |                  | Restauración Nacional            | Graciano Mandura Crispín            |                  | Autogobierno Ayllu                |
| Oxapampa                | 87 072    | Roger Chalco Denegri        |                  | Concertación en la Región        | Ángel Flores Sarmiento              |                  | Fuerza 2011                       |
| Tambopata               | 87 067    | Luis Bocángel Ramírez       |                  | Restauración Nacional            | Aldo Rengifo Kahn                   |                  | Justicia Regional                 |
| La Mar                  | 86 024    | Eulogio Vila Montaño        |                  | Innovación Regional              | Ciro Gavilán Palomino               |                  | Musuq Ñan                         |
| El Collao               | 84 687    | Fortunato Calli Incacutipa  |                  | Partido Nacionalista Peruano     | Mario Huanca Flores                 |                  | Movimiento Agrario Puneño         |
| Pataz                   | 84 071    | Orleer Medina Barrios       |                  | Movimiento Nueva Izquierda       | Mesías Ramos Cueva                  |                  | Alianza para el Progreso          |
| Carabaya                | 83 052    | Nancy Rossel Angles         |                  | Unión por el Perú                | Augusto Gutiérrez Rodrigo           |                  | Moral y Desarrollo                |
| Lamas                   | 82 907    | Víctor Sifuentes Rojas      |                  | Nueva Amazonía                   | Fernando del Castillo Tang          |                  | Fuerza Comunal                    |
| Chepén                  | 82 027    | Ofronio Quesquén Terrones   |                  | Partido Aprista Peruano          | Ofronio Quesquén Terrones           |                  | Partido Aprista Peruano           |
| Caylloma                | 81 755    | Jorge Cueva Tejada          |                  | Partido Nacionalista Peruano     | Élmer Cáceres Llica                 |                  | Arequipa Avancemos                |
| Chumbivilcas            | 81 419    | Domingo Benito Calderón     |                  | Autogobierno Ayllu               | Florentino Laime Mantilla           |                  | Inka Pachakuteq                   |
| Cajabamba               | 79 794    | Carlos Urbina Burgos        |                  | Fuerza Social                    | Wilson Pesantes Alanyo              |                  | Gloriabamba                       |
| Bagua                   | 77 609    | Luis Núñez Terán            |                  | Fuerza Democrática               | Ferry Torres Huamán                 |                  | Partido Popular - Juntos          |
| Melgar                  | 77 567    | Bernardo Meza Álvarez       |                  | Con Fuerza Perú                  | Luciano Huahuasoncco Hancco         |                  | Reforma Regional Andina           |
| Huarochirí              | 77 566    | Rosa Vásquez Cuadrado       |                  | Siempre Unidos                   | Rosa Vásquez Cuadrado               |                  | Concertación para el Desarrollo   |
| Mariscal Nieto          | 77 203    | Edmundo Coayla Olivera      |                  | Unidos por Moquegua              | Alberto Coayla Vilca                |                  | Avancemos por la Unidad           |
| Tocache                 | 74 093    | David Bazán Arévalo         |                  | Nueva Amazonía                   | Corina de la Cruz Yupanqui          |                  | Despertar Nacional                |
| Huamalíes               | 72 270    | Eduardo Quino Herrera       |                  | Movimiento Nueva Izquierda - PS  | Lincoln Ortega Sánchez              |                  | Luchemos por Huánuco              |
| Requena                 | 71 633    | Epifanio Flores Quispe      |                  | Mi Loreto                        | Marden Paredes Sandoval             |                  | Fuerza Loretana                   |
| Calca                   | 71 436    | Ciriaco Condori Cruz        |                  | Inka Pachakuteq                  | Ciriaco Condori Cruz                |                  | Movimiento Regional PAN           |
| Acobamba                | 69 749    | Glodoaldo Álvarez Oré       |                  | Movimiento Regional AYNI         | Edwin Olivera Ramírez               |                  | Movimiento Regional AYNI          |
| Huancané                | 69 695    | Álex Gomez Pacoricona       |                  | Moral y Desarrollo               | Hernán Bizarro Chipana              |                  | Reforma Regional Andina           |
| Ucayali                 | 68 736    | Luis Zuta Rengifo           |                  | Fuerza Loretana                  | Allan Ruiz Vega                     |                  | Mi Loreto                         |
| Loreto                  | 68 195    | René Navarro Dosantos       |                  | Alianza para el Progreso         | Darwin Grandez Ruiz                 |                  | Mi Loreto                         |
| Sechura                 | 68 120    | Santos Querevalú Periche    |                  | Movimiento de Desarrollo Local   | José Pazo Nunura                    |                  | Partido Humanista Peruano         |
| Espinar                 | 67 803    | Lindley Salinas Pérez       |                  | Renacimiento Andino              | Óscar Mollohuanca Cruz              |                  | Tierra y Libertad Cusco           |
| Ilo                     | 67 369    | Jorge Mendoza Pérez         |                  | Nuestro Ilo - Moquegua           | Jaime Valencia Ampuero              |                  | Frente de Integración Regional    |
| Pachitea                | 66 820    | Cayo Rojas Rivera           |                  | Movimiento Nueva Izquierda - PS  | Cayo Rojas Rivera                   |                  | Hechos y No Palabras              |
| Sandia                  | 66 737    | Ángel Quispe Quispe         |                  | Restauración Nacional            | Isaac Choque Apaza                  |                  | Moral y Desarrollo                |
| Lucanas                 | 66 528    | Pedro Tincopa Calle         |                  | Acción Popular                   | Wilber Velarde Rojas                |                  | Todos con Ayacucho                |
| Huari                   | 64 142    | Edwards Vizcarra Zorrilla   |                  | Partido Nacionalista Peruano     | Teodoro Acuña Benites               |                  | Alianza para el Progreso          |
| Mariscal Ramón Castilla | 63 374    | Gregorio Quispe Sánchez     |                  | Frente Popular Agrícola del Perú | Julio Kahn Noriega                  |                  | Fuerza Loretana                   |
| Chachapoyas             | 54 385    | Peter Thomas Lerche         |                  | Unión por el Perú                | Diógenes Zavaleta Tenorio           |                  | Fuerza Amazonense                 |